# Minha Mãe Cozinha Melhor que a Sua
Minha Mãe Cozinha Melhor que a Sua foi um talent show culinário brasileiro, produzido pela TV Globo e exibido entre 29 de janeiro e 2 de abril de 2023, nas tardes de domingo. É baseado no mesmo formato da emissora portuguesa, RTP1. Conta com a apresentação de Leandro Hassum e júri de Paola Carosella e João Diamante. A direção geral é de Angélica Lopes, com direção artística de LP Simonetti e gênero de Boninho. A atração foi também reexibida no GNT, às quintas-feiras.

## Produção

### Antecedentes
Em 2019, a TV Globo já tinha explorado o formato português, A Minha Mãe Cozinha Melhor Que a Tua, da RTP1. Como um quadro do programa É de Casa, e teve apresentação de Patrícia Poeta e o chef Roberto Ravioli como jurado.

### Programa solo
Em outubro de 2022, a Globo anunciou que o projeto se transformaria em um programa solo. Agora sob apresentação de Leandro Hassum, e com os chefes Paola Carosella e João Diamante como jurados. A atração marca a volta de Paola à TV Aberta desde a sua saída da Rede Bandeirantes em 2021, onde era uma das juradas do MasterChef Brasil e de suas outras versões. Em 9 de janeiro de 2023, as gravações foram iniciadas nos Estúdios Globo.

## Formato
Em cada episódio, três duplas formadas por uma mãe e seu filho participavam do desafio, passando por três etapas baseadas em um prato escolhido. As duplas tinham 30 minutos para preparar o prato, mas apenas os filhos cozinhavam, seguindo o passo a passo que suas mães ensinavam. Caso necessário, as mães podiam intervir na cozinha através de um botão, mas, a dupla tinha o tempo acelerado. Participavam do programa famosos e suas mães (a apresentadora Maria Beltrão e a atriz Paloma Duarte participaram como mães, levando suas filhas ao programa).
Após prepararem os pratos, a dupla entrega seu trabalho para os chefs para realizar a degustação. Passa de fase ou ganha o desafio a dupla que conseguir a aprovação dos dois chefs.
A dupla vencedora ganhava um prêmio em dinheiro, que era repassado para uma instituição de caridade.

## Equipe

### Apresentador
- Leandro Hassum

### Jurados
- João Diamante
- Paola Carosella

## Participantes
| Episódio | Time Verde                     | Time Azul                           | Time Vermelho               | Vencedor                |
| -------- | ------------------------------ | ----------------------------------- | --------------------------- | ----------------------- |
| 1        | Vitão e Sandra                 | Mayana Neiva e Magdala              | Mumuzinho e Madalena        | Mayana e Magdala        |
| 2        | Maria Beltrão e Ana            | Camilla de Lucas e Lúcia            | Arthur Zanetti e Roseane    | Camilla e Lúcia         |
| 3        | Rafa Kalimann e Genilda        | Karine Alves e Rogéria              | John Drops e Vera           | John e Vera             |
| 4        | Thaynara OG e Antonieta        | Renata Castro Barbosa e Déa         | Lucas Lima e Lorena         | Lucas e Lorena          |
| 5        | Douglas Souza e Elizângela     | Ana Thaís Matos e Francisca         | Samuel de Assis e Adelma    | Ana Thaís e Francisca   |
| 6        | Bianca Andrade e Monica        | Xande de Pilares e Maura            | Ana Castela e Michele       | Bianca e Monica         |
| 7        | Arthur Nory e Nadna            | Maria Eduarda de Carvalho e Luciana | Matheus Costa e Maria Alice | Maria Eduarda e Luciana |
| 8        | George Sauma e Cris            | Paloma Duarte e Ana Clara Winter    | Ludmilla e Silvana          | George e Cris           |
| 9        | Juliana Paiva e Maria Cristina | Luiza Possi e Zizi Possi            | Claudia di Moura e Vitória  | Luiza e Zizi            |
| 10       | Silvero Pereira e Rita         | Sônia Bridi e Mariana               | Vitor Di Castro e Roseli    | Silvero e Rita          |

## Repercussão

### Da mídia
O colunista Jeff Benício, do portal Terra, destaca que o programa é um prato saboroso e divertido, trazendo algumas cenas cômicas do programa como algumas discussões entre mães e filhos, mas sem fugir do humor. Também exalta que a atração trás uma distração aos domingos, mesmo não apresentando tantas novidades e elogiou o trabalho de Hassum, Paola e João Diamante, no caso dos dois últimos, destacou que ainda podem crescer no programa.

### Acusação de plágio
Antes e durante a sua estreia, o programa também foi acusado de plágio, já que o formato competitivo chega a ser idêntico ao extinto Duelo de Mães (SBT/Rede Bandeirantes), que também traz uma competição entre mães e filhos e ao quadro Minha Mulher que Manda no programa Eliana. No caso deste, a semelhança vai do nome até o desafio, onde nele, as esposas ou namoradas coordenam seus maridos ou namorados na cozinha ao preparo de um prato, podendo estes ter o direito de silenciar suas parceiras por um minuto, rendendo situações cômicas. Após entregar o prato, as cônjuges é que fazem a degustação, mas de olhos vendados, sem saber de quem é o prato, podendo dar notas de 0 a 10. Ao final, o chef Carlos Bertolazzi também faz a degustação e dá sua nota. Mas, a dupla vencedora é aquela que obtiver a maior soma das notas. Também tiveram comparações com o próprio É de Casa, de onde o programa surgiu, já que antes era um quadro de lá e ao Cozinhe se Puder (SBT), pelas duplas terem o direito de tomar um ingrediente do adversário.
Após as semelhanças serem apontadas pelo público, sugiram rumores de que o SBT estaria estudando abrir uma ação judicial contra a TV Globo, sob acusação de plágio tanto do quadro Minha Mulher que Manda, como do extinto Duelo de Mães. Além disso, a Seara, conhecida por sempre patrocinar programas da Globo, não teria sido procurada, já que a mesma pertence a Joesley Batista, esposo de Ticiana Villas Boas, apresentadora do Duelo de Mães.

### Audiência
Em sua estreia, registrou 11.2 pontos com picos de 12.2, segundo dados consolidados do Kantar IBOPE Media, referentes a Região Metropolitana de São Paulo. Com o confronto contra as demais emissoras, a atração assumiu com tranquilidade a liderança, além de ser o melhor índice desde a estreia da sitcom Família Paraíso. Já contra o streaming, a atração ficou em segundo lugar, enquanto que a soma das plataformas registrou 11.6 pontos.
Após baixos índices de audiência na única temporada em que foi exibido, e com a ampliação do Domingão com Huck nas tardes de domingo, a TV Globo decidiu não produzir novas temporadas de Minha Mãe Cozinha Melhor que a Sua.